# Metaemene okinawana
Metaemene okinawana là một loài bướm đêm trong họ Erebidae.